# Arrêt-court
 (novembre 2024).
Si vous disposez d'ouvrages ou d'articles de référence ou si vous connaissez des sites web de qualité traitant du thème abordé ici, merci de compléter l'article en donnant les références utiles à sa vérifiabilité et en les liant à la section « Notes et références ».
Au baseball, un arrêt-court (AC) (shortstop en anglais, terme également utilisé en Europe) est un joueur placé entre le deuxième but et le troisième but. Position dynamique en raison du grand nombre de joueurs droitiers, les arrêt-courts doivent couvrir le deuxième but dans des situations de double jeu. Ils empêchent souvent leurs adversaires de commettre un but volé. À l'occasion, ils doivent couvrir le troisième but pour prévenir un amorti. Cette position requiert une très bonne agilité et une excellente portée de lancer.

## Positionnement de l'arrêt-court
L'arrêt-court occupe sur le terrain une position similaire à celle du joueur de deuxième but, sauf qu'il est entre le deuxième et le troisième but. Les arrêt-courts ne sont pas toujours sélectionnés pour leur qualité de frappe, parce que la position est très difficile. Les joueurs doivent faire preuve de rapidité pour parvenir à s'emparer de la balle et être capable d'un bon lancer en raison de leur distance au premier but. De nos jours, certains arrêts-courts sont de très bons frappeurs, tels Alex Rodriguez, Derek Jeter et José Reyes. Parce qu'ils sont rapides, ils peuvent enregistrer un nombre élevé de buts volés.

Placement courant un arrêt-court ("SS" sur le schéma).

Lors d'un déplacement défensif sur un frappeur gaucher (shift en anglais), l'arrêt-court se positionnera plus sur sa gauche, pouvant aller jusqu'à jouer derrière le deuxième but.

## Arrêt-courts célèbres

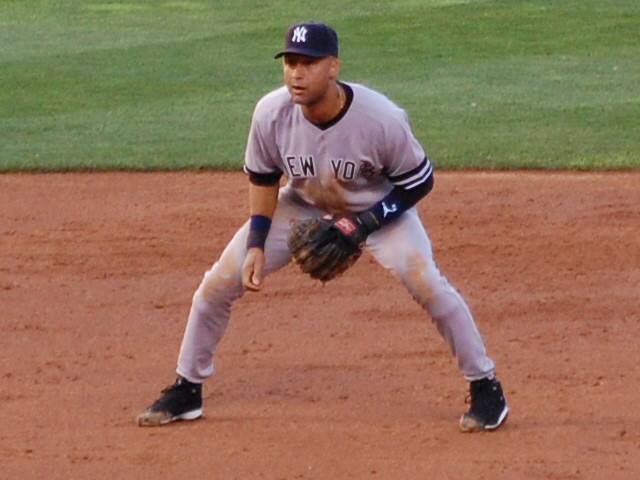
Derek Jeter des Yankees se prépare.

### Membres dutemple de la renommée du baseball
- Luis Aparicio
- Luke Appling
- Dave Bancroft
- Ernie Banks
- Lou Boudreau
- Joe Cronin
- George Davis
- Travis Jackson
- Hughie Jennings
- Derek Jeter
- Barry Larkin
- John Henry Lloyd
- Rabbit Maranville
- Pee Wee Reese
- Cal Ripken, Jr.
- Phil Rizzuto
- Joe Sewell
- Ozzie Smith
- Joe Tinker
- Alan Trammell
- Arky Vaughan
- Honus Wagner
- Bobby Wallace
- Monte Ward
- Willie Wells
- Robin Yount

### Gagnants de plusieursgants dorés
- Ozzie Smith - 13
- Omar Vizquel - 10
- Luis Aparicio - 9
- Mark Belanger - 8
- Derek Jeter - 5
- Dave Concepcion - 5
- Tony Fernandez - 4
- Jimmy Rollins - 4
- Andrelton Simmons - 4
- Alan Trammell - 4
- Brandon Crawford - 3
- J. J. Hardy - 3
- Barry Larkin - 3
- Roy McMillan - 3
- Rey Ordóñez - 3
- Nick Ahmed - 2
- Gene Alley - 2
- Larry Bowa - 2
- Orlando Cabrera - 2
- Don Kessinger - 2
- Francisco Lindor - 2
- Edgar Rentería - 2
- Cal Ripken, Jr. - 2
- Alex Rodriguez - 2
- Troy Tulowitzki - 2
- Zoilo Versalles - 2
- Maury Wills - 2

### Autres vedettes
- Dick Bartell
- Larry Bowa
- Chico Carrasquel
- Bert Campaneris
- Ray Chapman
- Bill Dahlen
- Alvin Dark
- David Eckstein
- Jim Fregosi
- Jack Glasscock
- Dick Groat
- Herman Long
- Marty Marion
- Johnny Pesky
- José Reyes
- Vern Stephens
- Miguel Tejada
- Garry Templeton
- Omar Vizquel
- Maury Wills